# Міжнародна рада медичних сестер
Міжнародна рада медичних сестер (англ. International Council of Nurses) — організація, яка об'єднує 132 національні асоціації медсестер, до яких входять понад 13 мільйонів медичних сестер по всьому світу. Заснована в 1899 році, є першою масштабною міжнародною організацією для працівників охорони здоров'я, фахівців в області сестринської справи. Міжнародна рада працює на забезпечення якості сестринського догляду для всіх, розумної політики охорони здоров'я в усьому світі, поліпшення сестринських знань. Крім цього, рада працює над тим, щоб у всьому світі були компетентні сестринські кадри і була повага до професії «Медична сестра». Штаб квартира знаходиться в Женеві.

## Цілі та цінності Міжнародної ради
Три цілі і п'ять основних цінностей направляють і мотивують всю діяльність ради.
Цілі:
- Розвивати догляд разом по всьому світу;
- Просування професії в усьому світі;
- Вплив на політику в галузі охорони здоров'я.

Основні цінності:
- Далекоглядне керівництво;
- Всеосяжність;
- Інноваційність;
- Партнерство;
- Прозорість.

Кодекс для медсестер Ради є етичною основою сестринської практики в усьому світі. Він містить стандарти, керівні принципи і політику в сестринській практиці, освіти, управління, досліджень та соціально-економічного добробуту, він повсюдно прийнятий як основа політики в області сестринської справи.

## Структура Міжнародної ради медичних сестер
В структуру ради входить: Рада національних представників, Рада директорів і персонал Міжнародної ради медичних сестер.
Рада директорів складається з голови, трьох віце-президентів і одинадцять обраних членів. Всі члени повинні бути на хорошому рахунку в асоціації Ради. Жоден з членів Ради директорів не обирається більше ніж на 2 терміни.
Рада виступає в якості агента Ради представників і встановлює та здійснює політику відповідно до рамок, встановленими Радою представників. Реалізація політики і загальне керівництво Міжнародною радою знаходяться у віданні головного виконавчого директора і персоналу Ради.
Члени Ради директорів обрані представляти медсестер в усьому світі. Вони не є представником тієї чи іншої країни або регіону.
Рада народних представників є керівним органом і встановлює напрямок політики Міжнародної ради на макро-рівні, в тому числі допуск членів, обрання ради директорів, поправки до конституції і встановлення тарифів.
На березень 2021 року - ЦЕНТР РОЗВИТКУ МЕДСЕСТРИНСТВА МОЗ УКРАЇНИ не є учасником організації

## Символ ради

Символ — Біле серце

Біле серце було офіційно прийнято як символ медичних сестер в 1999 році, з нагоди 100-річчя Міжнародної ради медичних сестер. Символ означає турботу, знання і людяність, які притаманні сестринському персоналу. Біле серце також є об'єднуючим символом для медсестер у всьому світі.
Білий колір був обраний тому, що він об'єднує всі кольори. Цей колір також асоціюється з турботою, гігієною і комфортом.

### Нагороди
Міжнародна рада медичних сестер заснував три нагороди: нагорода імені Христини Рейман, міжнародна премія досягнення, Нагорода за досягнення в галузі охорони здоров'я та захист прав людини.